# 주 (기독교)
주(主, 히브리어: אֲדֹנָי 아도나이, 고대 그리스어: Κύριος 퀴리오스[*], 라틴어: Dominus 도미누스[*], 영어: Lord 로드[*])는 기독교에서는 야훼(여호와)에 대한 일반적인 호칭으로, 삼위일체에 따라 예수나 성령을 '주'로 표현하기도 한다.

## 의미
신약성경에서는 예수를 주로 부르는 것이 부르는 자의 영혼과 양심의 주인됨을 선포하는 의미이다.  예수의 제자 중 도마는 요한복음 20:28에서 "나의 주님이시요 나의 하나님이시니이다"로 고백하였다.  사도바울은 고린도전서 12장에서 이것은 성령에 의한 것이라고 말하였다.  반대로 악령에 의하면, 예수를 저주받은자로 말한다고 하였다.
존 오언은 그의 성령론에서 그리스도를 주로 고백하는 것은 첫째가 믿음이고 둘째는 믿음을 고백하는 것이라고 말했다. 마태복음 16장 16절에서 베드로는 '주는 그리스도시요. 살아계신 하나님의 아들이시니이다'라고 고백하는 것은 베드로의 믿음과 믿음의 고백이 모두 있었고, 그 바위 위에 교회를 세우는 것이라고 예수는 말했다. 

### 그리스도의 주되심(The Lordship of Christ)
그리스도가 신자의 주인되심은 그리스도가 신자의 소유주이며, 그의 개인적 권리 또한 양도함을 의미한다.  그것은 그리스도가 주인으로서 명령하는 바에 따라 움직이는 삶을 의미한다.  즉, 성경에서 쓰여진 대로 성령에 의해서 쓰여진 하나님의 말씀에 따라 삶을 드리고, 말씀에 의지하여 순종하는 삶을 살게 된다.

## 같이 보기
- 예수
- 여호와